# Joseph Stadthagen
Joseph Stadthagen (1640-1715) est un rabbin allemand du XVIIe siècle. Érudit, il est à l'origine de plusieurs controverses religieuses.

## Biographie
Petit fils du rabbin Joseph Lévi Ashkenazi, et fils de Simon Bonn, Joseph Stadthagen naît en 1640, à Metz, ville du Saint-Empire, sous protectorat français depuis le siège de 1552. Encouragée par les autorités françaises, une communauté juive s'était installée dans la cité, autour d'une nouvelle synagogue, proche de Saint-Ferroy, probablement avant son institution officielle par le duc d'Epernon en 1614. La communauté, majoritairement issue d'Europe centrale et orientale, était placée sous la protection des autorités royales, qui y voyaient une nouvelle source d'approvisionnement pour les troupes françaises, en chevaux, blé et fourrage. 
Après des études rabbiniques, il devient lui-même rabbin en Allemagne, s'installant en 1663 à Stadthagen, ville allemande située en Basse-Saxe, dont il prendra le nom. Rabbin dans le district de Schaumburg-Lippe, il se spécialise dans la littérature apologétique et dans le Nouveau Testament, participant à plusieurs controverses religieuses, notamment à Hanovre en 1704, en présence de l'électeur Georg Ludwig, futur roi de Grande-Bretagne. 
Joseph Stadthagen décède à Stadthagen, le 5 septembre 1715.
En Allemagne, Joseph Stadthagen fut l’un des rares érudits rabbiniques à œuvrer pour une meilleure compréhension du judaïsme, avant le siècle des Lumières.

## Sources
- Z. Asaria : Die Juden in Niedersachsen, 1979 (pp. 33–36).
- H. H. Hasselmeier, Die Stellung d. Juden in Schaumburg-Lippe v. 1648 bis z. Emanzipation, 1967 (pp. 10, 59, 84).
- H. Obenaus (Dir.), Hist. Hdb. d. jüd. Gemeinden in Niedersachen u. Bremen, 2005, II (pp. 1036, 1346,1417).
- D. Kaufmann:R. Joseph Lévi Ashkenazi, premier rabbin de Metz après le rétablissement de la communauté, in: Revue des Études juives 22, 1891, (p. 98 et suivantes).
- P. Faustini:La communauté juive de Metz et ses familles (1565–1665), 2001, (pp. 159, 219, 251).